# Pavel Pavlovič Šuvalov
Conte Pavel Pavlovič Šuvalov, (in russo: Павел Павлович Шувалов) (19 maggio 1859 – Mosca, 28 giugno 1905), è stato un nobile e ufficiale russo.

## Biografia
Era figlio del conte Pavel Andreevič Šuvalov, e della prima moglie, la principessa Ol'ga Ėsperovna Belosel'skaja-Belozerskaja (1838-1869), figlia di Ėsper Aleksandrovič Belosel'skij-Belozerskij.

## Carriera
Intraprese la carriera militare, nell'artiglieria, partecipando alla guerra russo-turca. Il 6 maggio 1878, venne trasferito al reggimento di cavalleria. Nel 1891, divenne aiutante del granduca Sergej Aleksandrovič Romanov.
Nel 1895, ritornò a servire nel reggimento di fanteria. Il 28 febbraio 1898, ricoprì la carica di sindaco d'Odessa. Dal 1903, ricoprì diversi incarichi speciali presso il Ministero dell'Interno.
Il 18 aprile 1905, fu nominato sindaco di Mosca. Era un sostenitore della linea dura contro l'ala estremista del movimento democratico.

## Matrimonio
L'8 aprile 1890, sposò a San Pietroburgo Aleksandra Illarionovna Voroncova-Daškova, figlia di Illarion Ivanovič Voroncov-Daškov. Ebbero otto figli:
- Pavel Pavlovič (1891-1919), sposò la principessa georgiana Eufrosina Japaridze;
- Elizaveta Pavlovna (1892-1975);
- Aleksandra Pavlovna (1893-1973), sposò il principe Dmitrij Leonidovič Viazemskij-Levašov;
- Marija Pavlovna (1894-1973), sposò in prime nozze il principe Dmitrij Aleksandrovič Obolenskij e in seconde nozze il conte Andrej Dmitrievič Tolstoj;
- Nikolaj Pavlovič (1896-1914);
- Ol'ga Pavlovna (1902-?), sposò Vladimir Ivanovič Rodionov;
- Ivan Pavlovič (1903-1980), sposò in prime nozze Marija Artemevna Boldjreva e in seconde nozze la principessa Marina Petrovna Meščerskaja;
- Pëtr Pavlovič (1906-1978), sposò in prime nozze Helen Borisovna Tatiševa e in seconde nozze Dasiey Robertson.

## Morte
Il 28 giugno 1905, durante le normali visite in città del governatore, venne ucciso da diversi colpi di pistola a bruciapelo da parte di Pëtr Kulikovskij.
Fu sepolto nella tomba di famiglia, nella chiesa di Santa Sofia.